# Finland op de Olympische Winterspelen 1928
Tijdens de Olympische Winterspelen van 1928, die in Sankt Moritz (Zwitserland) werden gehouden, nam de Finland voor de tweede keer deel.

## Medailleoverzicht
| Sport     | Olympiër        | Discipline | Medaille |
| --------- | --------------- | ---------- | -------- |
| Schaatsen | Clas Thunberg   | 500 m (m)  | Goud     |
| Schaatsen | Clas Thunberg   | 1500 m (m) | Goud     |
| Schaatsen | Julius Skutnabb | 5000 m (m) | Zilver   |
| Schaatsen | Jaakko Friman   | 500 m (m)  | Brons    |

## Deelnemers en resultaten

### Kunstrijden
| Olympiër                            | Discipline | Resultaat | Prestatie              |
| ----------------------------------- | ---------- | --------- | ---------------------- |
| Marcus Nikkanen                     | mannen     | 6e        | pc. 46; 1480,00 punten |
| Ludowika Jakobsson Walter Jakobsson | paarrijden | 5e        | pc. 51; 84,00 punten   |

### Langlaufen
| Olympiër           | Discipline | Resultaat | Prestatie |
| ------------------ | ---------- | --------- | --------- |
| Martti Lappalainen | 18 km (m)  | 7e        | 1:41.59   |
| Martti Lappalainen | 50 km (m)  | 9e        | 5:30.09   |
| Tauno Lappalainen  | 50 km (m)  | 6e        | 5:18.33   |
| Einar Mässeli      | 18 km (m)  | 13e       | 1:47.55   |
| Ville Mattila      | 18 km (m)  | 10e       | 1:44.37   |
| Adiel Paananen     | 50 km (m)  | dnf       | opgave    |
| Matti Raivio       | 50 km (m)  | dnf       | opgave    |
| Veli Saarinen      | 18 km (m)  | 4e        | 1:40.57   |

### Noordse combinatie
| Olympiër      | Discipline | Resultaat | Prestatie                                                          |
| ------------- | ---------- | --------- | ------------------------------------------------------------------ |
| Paavo Nuotio  | mannen     | 4e        | 14,927 punten 18 km: 14,125 (1:48.46) schans: 15,729 (52,5+52,5 m) |
| Esko Järvinen | mannen     | 5e        | 14,810 punten 18 km: 15,375 (1:46.33) schans: 14,246 (46,0+48,0 m) |

### Schaatsen
| Olympiër        | Discipline   | Resultaat | Prestatie |
| --------------- | ------------ | --------- | --------- |
| Bertel Backman  | 500 m (m)    | 8e        | 44,4      |
| Bertel Backman  | 1500 m (m)   | dnf       | opgave    |
| Bertel Backman  | 5000 m (m)   | 13e       | 9.14,0    |
| Ossi Blomqvist  | 5000 m (m)   | 10e       | 9.09,9    |
| Ossi Blomqvist  | 10.000 m (m) | dnf       | 5de paar  |
| Jaakko Friman   | 500 m (m)    | Brons     | 43,6      |
| Toivo Ovaska    | 500 m (m)    | 11e       | 45,2      |
| Toivo Ovaska    | 1500 m (m)   | 15e       | 2.29,3    |
| Julius Skutnabb | 5000 m (m)   | Zilver    | 8.50,5    |
| Clas Thunberg   | 500 m (m)    | Goud      | 43,4      |
| Clas Thunberg   | 1500 m (m)   | Goud      | 2.21,1    |
| Clas Thunberg   | 5000 m (m)   | 12e       | 9.11,8    |

### Schansspringen
| Olympiër      | Discipline | Resultaat | Prestatie                   |
| ------------- | ---------- | --------- | --------------------------- |
| Paavo Nuotio  | mannen     | 12e       | 15,833 punten (50,0+56,0 m) |
| Esko Järvinen | mannen     | 22e       | 13,978 punten (45,0+47,5 m) |

Argentinië · België · Canada · Duitsland · Estland · Finland · Frankrijk · Groot-Brittannië · Hongarije · Italië · Japan · Joegoslavië · Letland · Litouwen · Luxemburg · Mexico · Nederland · Noorwegen · Oostenrijk · Polen · Roemenië · Tsjecho-Slowakije · Verenigde Staten · Zweden · Zwitserland